# Kanoistika na Letních olympijských hrách 2000 – C2 slalom muži
Závod ve vodním slalomu C2 mužů na Letních olympijských hrách 2000 se konal na kanále v areálu Penrith Whitewater Stadium ve dnech 19. a 20. září 2000. Z českých závodníků se jej zúčastnily dvojice Marek Jiras+Tomáš Máder (bronz) a Jaroslav Volf+Ondřej Štěpánek (5. místo), zlatou medaili získali Slováci Pavol a Peter Hochschornerovi.

## Program
| Datum                | Fáze        |
| -------------------- | ----------- |
| úterý 19. září 2000  | kvalifikace |
| středa 20. září 2000 | finále      |

## Výsledky
| Pořadí           | Jméno                                            | Kvalifikace | Kvalifikace | Kvalifikace | Kvalifikace | Kvalifikace | Kvalifikace | Finále       | Finále       | Finále       | Finále       | Finále       | Finále       |
| Pořadí           | Jméno                                            | 1. jízda    | Pen.        | 2. jízda    | Pen.        | Celkem      | Pořadí      | 1. jízda     | Pen.         | 2. jízda     | Pen.         | Celkem       | Pořadí       |
| ---------------- | ------------------------------------------------ | ----------- | ----------- | ----------- | ----------- | ----------- | ----------- | ------------ | ------------ | ------------ | ------------ | ------------ | ------------ |
| Zlatá medaile    | Pavol Hochschorner a Peter Hochschorner (SVK)    | 132,64      | 2           | 136,49      | 2           | 269,13      | 1.          | 121,01       | 2            | 116,73       | 0            | 237,74       | 1.           |
| Stříbrná medaile | Krzysztof Kołomański a Michał Staniszewski (POL) | 148,46      | 4           | 137,48      | 0           | 285,94      | 6.          | 124,19       | 0            | 119,62       | 0            | 243,81       | 2.           |
| Bronzová medaile | Marek Jiras a Tomáš Máder (CZE)                  | 142,74      | 2           | 141,33      | 2           | 284,07      | 5.          | 123,43       | 2            | 126,02       | 4            | 249,45       | 3.           |
| 4.               | Stuart Bowman a Nick Smith (GBR)                 | 138,95      | 0           | 141,65      | 2           | 280,60      | 4.          | 123,85       | 2            | 126,08       | 0            | 249,93       | 4.           |
| 5.               | Jaroslav Volf a Ondřej Štěpánek (CZE)            | 153,29      | 2           | 137,28      | 0           | 290,57      | 8.          | 126,27       | 0            | 127,09       | 4            | 253,36       | 5.           |
| 6.               | Andrzej Wójs a Sławomir Mordarski (POL)          | 144,48      | 2           | 142,48      | 2           | 286,96      | 7.          | 121,74       | 2            | 133,77       | 6            | 255,51       | 6.           |
| 7.               | Frank Adisson a Wilfrid Forgues (FRA)            | 134,96      | 0           | 135,54      | 0           | 270,50      | 2.          | 119,28       | 0            | 171,63       | 52           | 290,91       | 7.           |
| 8.               | André Ehrenberg a Michael Senft (GER)            | 134,89      | 0           | 144,65      | 4           | 279,54      | 3.          | 125,15       | 2            | 176,63       | 52           | 301,78       | 8.           |
|                  |                                                  |             |             |             |             |             |             |              |              |              |              |              |              |
| 9.               | Benoît Gauthier & Tyler Lawlor (CAN)             | 162,57      | 6           | 148,54      | 0           | 311,11      | 9.          | nepostoupili | nepostoupili | nepostoupili | nepostoupili | nepostoupili | nepostoupili |
| 10.              | Toni Herreros & Marc Vicente (ESP)               | 195,93      | 52          | 148,69      | 4           | 344,62      | 10.         | nepostoupili | nepostoupili | nepostoupili | nepostoupili | nepostoupili | nepostoupili |
| 11.              | Kai Swoboda & Andrew Farrance (AUS)              | 147,32      | 4           | 200,01      | 54          | 347,33      | 11.         | nepostoupili | nepostoupili | nepostoupili | nepostoupili | nepostoupili | nepostoupili |
| 12.              | Matt Taylor & Lecky Haller (USA)                 | 198,43      | 54          | 155,39      | 2           | 353,82      | 12.         | nepostoupili | nepostoupili | nepostoupili | nepostoupili | nepostoupili | nepostoupili |